# Масов материал
Масов материал е правен и археологически термин, с който се обозначават културни ценности, които са фрагменти от археологически или други предмети, които са в разрушен вид, съставляват малка част от автентична цялост на предмета, обезличени са в значителна степен, не притежават значима културна, научна или художествена стойност. Не подлежи на идентификация по законоустановения ред, но може да се включва в научно-спомагателния фонд на музеите при необходимост.